# Hatris
Hatris (ハットリス) est un jeu vidéo de puzzle développé et édité par Bullet-Proof Software sur NES. Le jeu est sorti uniquement en Amérique du Nord en avril 1992. Il a été conçu par l'inventeur de Tetris, Alexey Pajitnov,,.

## Synopsis et Système de jeu
Deux ouvriers doivent coiffer des têtes à l'aide de diverses coiffes (chapeau, casquette…) qui tombent. Sur un tableau fixe à la manière de Tetris, 6 types de coiffe tombent sur 6 têtes d'homme. Le but du jeu est de réarranger les coiffes afin de faire des piles de 5 coiffes identiques. Au cours du jeu la vitesse de chute des coiffes augmente.
Les 2 ouvriers sont des versions Super deformed des concepteurs du jeu.